# Левуо
Левуо (лит. Lėvuo, пол. Ławena, рос. Лавена) — річка в Литві, у Паневежиському повіті. Права притока Муси (басейн Балтійського моря).

## Опис
Довжина річки 145 км, середньорічні витрати води у гирлі — 9 м³/с, площа басейну 1628 км². Середня ширина річки від 15 — 64 м.

## Розташування
Бере початок на південно-східній стороні від міста Панделіс (колишнє м. Понедели) між озерами Левангаліс та Малдейкі. Спочатку тече на північний, потім на південний захід. Далі тече на північний схід через місто Пасваліс і впадає у річку Мусу, ліву притоку Лієлупе.
Притоки: Мітува, Купа, Соса, Вєшинтка, Омета (ліві); Шекшта, Істра, Сволка, Півеса (праві).